# Aiko (zangeres)
Aljona Sjirmanova-Kostebelova (Russisch: Алёна Ширманова-Костебелова; Moskou, 26 december 1999), beter bekend onder haar artiestennaam Aiko, is een Tsjechische zangeres.

## Biografie
Sjirmanova-Kostebelova werd in de Russische hoofdstad Moskou geboren, maar groeide op in Tsjechië. In 2015 nam ze deel aan de talentenjacht Česko Slovenská SuperStar. Drie jaar later bracht ze haar eerste album uit. Eind 2023 nam ze deel aan de Tsjechische preselectie voor het Eurovisiesongfestival. Met het nummer Pedestal won ze, waardoor ze Tsjechië mocht vertegenwoordigen op het Eurovisiesongfestival 2024 in het Zweedse Malmö. Op het festival raakte ze niet voorbij de halve finale.
2007: Kabát · 
2008: Tereza Kerndlová · 
2009: Gipsy.cz · 
2015: Marta Jandová & Václav Noid Bárta · 
2016: Gabriela Gunčíková · 
2017: Martina Bárta · 
2018: Mikolas Josef · 
2019: Lake Malawi · 
2021: Benny Cristo · 
2022: We Are Domi · 
2023: Vesna · 
2024: Aiko · 
2025: Adonxs